# Leptogomphus mariae
Leptogomphus mariae är en trollsländeart som beskrevs av Maurits Anne Lieftinck 1948. Leptogomphus mariae ingår i släktet Leptogomphus och familjen flodtrollsländor. Inga underarter finns listade i Catalogue of Life.